# Cistopus indicus
Cistopus indicus är en bläckfiskart som först beskrevs av Rapp och D'Orbigny 1835 in Férussac.  Cistopus indicus ingår i släktet Cistopus och familjen Octopodidae. Inga underarter finns listade i Catalogue of Life.